# Мильпье, Бенжамен
Бенжаме́н Мильпье́ (фр. Benjamin Millepied, род. 10 июня 1977, Бордо) — франко-американский танцовщик, и хореограф, солист труппы «Нью-Йорк Сити балле» в 1998—2011 годах, с октября 2014 года — руководитель балетной труппы Парижской оперы, ушёл в отставку в 2016 году; бывший супруг актрисы Натали Портман.

## Биография
Родился в семье Дени Мильпье и балерины Катрин Флори, младший из трёх сыновей. Детство провёл в Дакаре (Сенегал). Заниматься балетом начал с матерью, в возрасте восьми лет. В 13 лет был принят в Лионскую консерваторию музыки и танца, где учился у педагога Мишеля Рана. В 1992 году занимался в Нью-Йорке, на летних курсах Школы американского балета, в следующем году продолжил там полноценное обучение, получив стипендию (Bourse Lavoisier) от МИД Франции. В 1994 году участвовал в балетном конкурсе «Приз Лозанны», где стал одним из финалистов. Был участником постановки балета «Инвенции и симфонии» на музыку Баха, которую хореограф Джером Роббинс делал для учеников школы (премьера состоялась 4 июня 1994 года в Джульярдском театре Линкольн-центра).

### Танцовщик
В 1995 году был принят в труппу «Нью-Йорк Сити балле», в 1998 году получил статус солиста, в 2002-м стал премьером этой труппы. Танцевал в постановках Джерома Роббинса, Джорджа Баланчина, Питера Мартинса. Также участвовал в оригинальных постановках Джерома Роббинса («Брандербург», 1997; «Свадебка», 1998), Кристофера Уилдона («Славянские танцы», 1997), Анжелена Прельжокажа (La Stravaganza, 1997), Питера Мартинса, Хельги Томассена («Призма», 2000), Бориса Эйфмана («Мусагет», 2004),  и других хореографов. Участвовал в съёмках мультипликационных фильмов «Барби в Щелкунчике» (2001) и «Барби в Лебедином озере» (2003), где вместе с другими артистами NYCB став прототипом для движений танцующих персонажей. В октябре 2011 года объявил о завершении своей сценической карьеры.

### Хореограф
Параллельно с исполнительской деятельностью работал как хореограф. Впервые попробовал себя в этом качестве в 2001 году, поставив для своей альма-матер, Лионской консерватории, балет «Пассажи». В дальнейшем ставил в своей труппе Нью-Йорк Сити балет, для Школы американского балета, Американского театра балета, Метрополитен-оперы и своей собственной труппы Danses Concertantes; помимо Нью-Йорка — для Балета Женевы, Парижской оперы и Голландского национального балета. В 2006—2007 году был приглашённым хореографом Центра искусств Барышникова. Показывал премьеры своих работ в лондонском театре «Сэдлерс-Уэллс» и нью-йоркском Джойс-театре. При создании постановок сотрудничал с такими композиторами, как Дэвид Лэнг, Нико Мьюли, Тьерри Эскеш, Филип Гласс, художниками Кристофером Вулом и Барбарой Крюгер, архитектором Сантьяго Калатравой, модельером Марком Джейкобсом.
В 2009 году выступил хореографом в фильме Даррена Аронофски «Чёрный лебедь» и сыграл в нём одну из ролей.
В 2011 году основал танцевальную труппу L.A. Dance Project с ежегодным бюджетом в 1 миллион $, в 2012 году она обосновалась в Театральном центре Лос-Анджелеса.

### Режиссёр
В 2012 году основал The Amoveo Company — компанию по производству и коллекционированию мультимедиа. Здесь начал работать в качестве кинорежиссёра. Создал нескольких короткометражных фильмов, сотрудничая с известными художниками этого жанра. В августе 2013 года представил собственный фильм «Отражения», снятый по заказу французской ювелирной компании Van Cleef & Arpels.
В январе 2013 года был объявлен новым руководителем балетной труппы Парижской национальной оперы, официально вступил в должность 14 октября 2014 года, сменив на этом посту Брижит Лефевр.

### Личная жизнь
Состоял в отношениях с балериной, Изабеллой Бойлстон.
На съёмках фильма «Чёрный лебедь» познакомился с актрисой Натали Портман. 14 июня 2011 года у них родился сын, которого назвали Алефом, 4 августа 2012 года Натали и Бенжамен поженились. 22 февраля 2017 года родилась дочь Амалия, последний месяц беременности совпал с датой премии «Оскар», поэтому Натали не посетила 89-ю ежегодную премию, где была номинирована за роль в фильме «Джеки». В 2024 году они развелись из-за измен Бенжамена.

## Постановки
- 2001 — «Пассажи» (для Лионской консерватории музыки и танца[англ.])
- 2002 — Clapping Music на музыку Стива Райха (для Лионской консерватории музыки и танца); Triple Duet на музыку И. С. Баха
- 2003 — Double Aria
- 2003 — On The Other Side
- 2005 — «Рапсодия на тему Паганини» С. В. Рахманинова (для Школы американского балета[англ.]); Circular Motion
- 2006 — Closer на музыку Филипа Гласса (в исполнении самого композитора, Джойс-театр); Years Later (соло для Михаила Барышникова); «Каприччо»; Amoveo (для Парижской оперы, художник по костюмам Марк Джейкобс)
- 2007 — «Петрушка» на музыку Стравинского; From Here on Out
- 2008 — «Триада»; «Концертные танцы»; «Три движения» на музыку Стива Райха
- 2009 — Everything Doesn't Happen At Once на музыку Дэвида Лэнга; Without; Quasi una fantaisia на музыку Хенрика Гурецкого; «Сарабанда»
- 2010 — Plainspoken на музыку Дэвида Лэнга; Why Am I Not Where You Are на музыку Тьерри Эскеша, сценография Сантьяго Калатравы; One Thing Leads to Another на музыку Нико Мьюли (для Голландского национального балета[англ.])
- 2011 — «Тройка» (для Американского театра балета); танцы в опере Б. Сметаны «Проданная невеста» (Метрополитен-опера)
- 2012 — танцы в опере М. П. Мусоргского «Хованщина» (Метрополитен-опера)
- 2014 — «Дафнис и Хлоя» М. Равеля.

## Фильмография
- 2011 — «Время не стоит на месте» (Time Doesn’t Stand Still), короткометражный фильм с Леа Сейду в главной роли, режиссёр Аза Мадер.

## Награды и признание
- 1994 — лауреат конкурса «Приз Лозанны» (Cash Prize от Fondation Stanley Thomas Johnson)
- 2010 — кавалер Ордена искусств и литературы